# Kuršėnai
Kuršėnai è la venticinquesima città lituana per grandezza. Il significato del suo nome deriva da kur ("dove") e šienas ("fieno") ossia "dove è il fieno".
Si trova 25 km ad ovest di Šiauliai e si sviluppa su entrambe le rive del fiume Venta. Viene a volte considerata la capitale (non ufficiale) del distretto municipale di Šiauliai, essendone la città più grande. Ha una caratteristica unica: è l'unica città lituana ad avere due stazioni ferroviarie.
Ivi nacquero il cestista sovietico Vytautas Kulakauskas e lo storico statunitense Donald Kagan.